# Konstantin II. (Armenien)
Konstantin II. (armenisch Կոստանդին Բ, mittelgriechisch Κωνσταντῖνος Βʹ; † 1129 oder 1130 in Sis) war der vierte Fürst von Kleinarmenien.
Konstantin war ein Sohn des Fürsten Thoros I. und Urenkel Rubens, des Gründers der Dynastie der Rubeniden. Beim Tod seines Vaters 1129 (oder 1130) trat er dessen Nachfolge als „Herr vom Berge“ an. Er fiel jedoch schon nach wenigen Monaten einer Palastintrige zum Opfer; angeblich wurde er von „bösen Leuten“ ins Gefängnis geworfen und vergiftet. Wie schon sein Vater wurde er im Kloster Drazark in der Nähe der Residenzstadt Sis bestattet. Die Herrschaft über Kilikien übernahm sein Onkel Leo.
Die Existenz Konstantins ist nur bei den armenischen Chronisten Samuel von Ani und Vahram von Edessa (hier ohne Namensnennung) belegt. Die Historiker Kurkjian und Ghazarian nehmen an, dass Thoros ohne männlichen Erben starb und sein Bruder Leo ihm direkt als Fürst von Kleinarmenien nachfolgte.